# Tiny Winters
Tiny Winters (eigentlich Frederick Gittens, * 24. Januar 1909 in London; † 7. Februar 1996 ebendort) war ein britischer Jazzmusiker (Kontrabass, Gesang) und Bandleader.
Winters gehörte 1932 zu der Band The Rhythm Maniacs, in der u. a. Nat Gonella, Lew Stone und Al Bowlly spielten und mit der erste Plattenaufnahmen entstanden. In den folgenden Jahren arbeitete er als Bassist bei Roy Fox, Lew Stone (als Bandvokalist in I Ain’t Got Nobody), Nat Gonella, Edgar Jackson, Bert Ambrose, Eddie Carroll, Joe Daniels, George Chisholm, sowie mit Coleman Hawkins bei dessen Aufenthalt in London 1934. Im April 1936 spielte er für Decca Records unter eigenem Namen die Gesangsnummern „How Many Tomes?“ und „Frankie and Johnny“ ein; in seiner Band, Tiny Winters and His Bogey Seven spielten Tommy McQuater (tp), Andy McDevitt (cl), Don Barrigo (ts), Ernest Ritte (bar), Monia Liter (p), Archie Slavin (git) und Ronnie Gubertini (dr).
Nach 1941 entstanden keine weiteren Aufnahmen, an denen Winters mitgewirkt hatte; von 1948 bis 1955 trat er regelmäßig im Londoner Hatchett’s Club auf. In den folgenden Jahren war er als Sessionmusiker und in Theaterorchestern tätig. Erst Mitte der 1980er-Jahre spielte er mit Hebe and The Mayfair Merrymakers und wirkte bei einem Nat-Gonella-Tributalbum (With Nat in Mind (A Celebration of Nat Gonella)) von Digby Fairweathers New Georgians mit. Im Bereich des Jazz war er zwischen 1932 und 1986 an 143 Aufnahmesessions beteiligt.
1989 wirkte Winters noch an der letzten Aufnahmesession von Benny Waters in Europa mit.